# Spongodes indivisa
Spongodes indivisa är en korallart som först beskrevs av Kükenthal 1895.  Spongodes indivisa ingår i släktet Spongodes och familjen Nephtheidae. Inga underarter finns listade i Catalogue of Life.